# STS-104
STS-104 (englisch Space Transportation System) ist die Missionsbezeichnung für einen Flug des US-amerikanischen Space Shuttles Atlantis (OV-104) der NASA. Der Start erfolgte am 12. Juli 2001. Es war die 105. Space-Shuttle-Mission, der 24. Flug der Raumfähre Atlantis und der 10. Flug eines Shuttles zur Internationalen Raumstation (ISS).

## Mannschaft
- Steven Lindsey (3. Raumflug), Kommandant
- Charles Hobaugh (1. Raumflug), Pilot
- Michael Gernhardt (4. Raumflug), Missionsspezialist
- James Reilly (2. Raumflug), Missionsspezialist
- Janet Kavandi (3. Raumflug), Missionsspezialistin

## Missionsüberblick
Die höchste Priorität hatte auf diesem Flug die Anlieferung und Installation einer auf den Namen Quest getauften Luftschleuse. Um die Masse des Systems von 6,5 Tonnen sicher bewegen zu können, wurde der mit STS-100 gelieferte Manipulatorarm Canadarm2 verwendet. Zum Anschluss der Schleuse an das Energie- und Kühlsystem sowie der Montage von Außentanks wurden 3 Ausstiege vom Shuttle aus durchgeführt.

## Missionsverlauf
Nach einem problemlosen Start koppelte die Atlantis am 14. Juli an die Internationale Raumstation. Hauptaufgabe der fünfköpfigen Shuttle-Crew war die Montage des US-Ausstiegsmoduls Quest am Knoten Unity (Steuerbordseite). Quest ist ein 6064 Kilogramm schweres Modul mit einem Volumen von 34 Kubikmetern, das als Ausstiegsschleuse für Außenbordarbeiten dient. Es besteht aus Aluminium, hat eine Gesamtlänge von 5,5 Metern sowie einen größten Durchmesser von 4,0 Metern und kann sowohl von US-amerikanischen als auch von russischen Raumfahrern benutzt werden. Quest besteht aus zwei Sektionen. In der ersten, größeren Gerätesektion bereiten sich die Raumfahrer auf ihren Ausstieg vor, legen die Anzüge an und testen deren korrekte Funktion. Nach dem Ausstieg werden hier außerdem Wartungsarbeiten an den Anzügen durchgeführt. Dazu gehört das Aufladen der Batterien und das Nachfüllen der Sauerstofftanks. Die zweite, schlankere Sektion ist die eigentliche Druckschleuse. Über spezielle Vakuumpumpen wird vor dem Öffnen der Außenluke die Luft in einen Tank evakuiert. Ansonsten entspricht dieser Teil des Moduls den bisher in US-amerikanischen Shuttles verwendeten Schleusen. An der Außenseite der Schleuse wurden zwei große Sauerstoff- und zwei Stickstofftanks angebracht. Sie haben einen Durchmesser von 0,9 Metern, eine Masse von je 545,4 Kilogramm, bestehen aus Kohlefaserverbundmaterial, fassen 0,42 Kubikmeter Hochdruckgas und sind mit einem mehrschichtigen Meteoritenschutz ausgestattet. Außerdem verfügt das Schleusenmodul über Plattformen und Halterungen sowie Energie- und Kommunikationsanschlüsse.

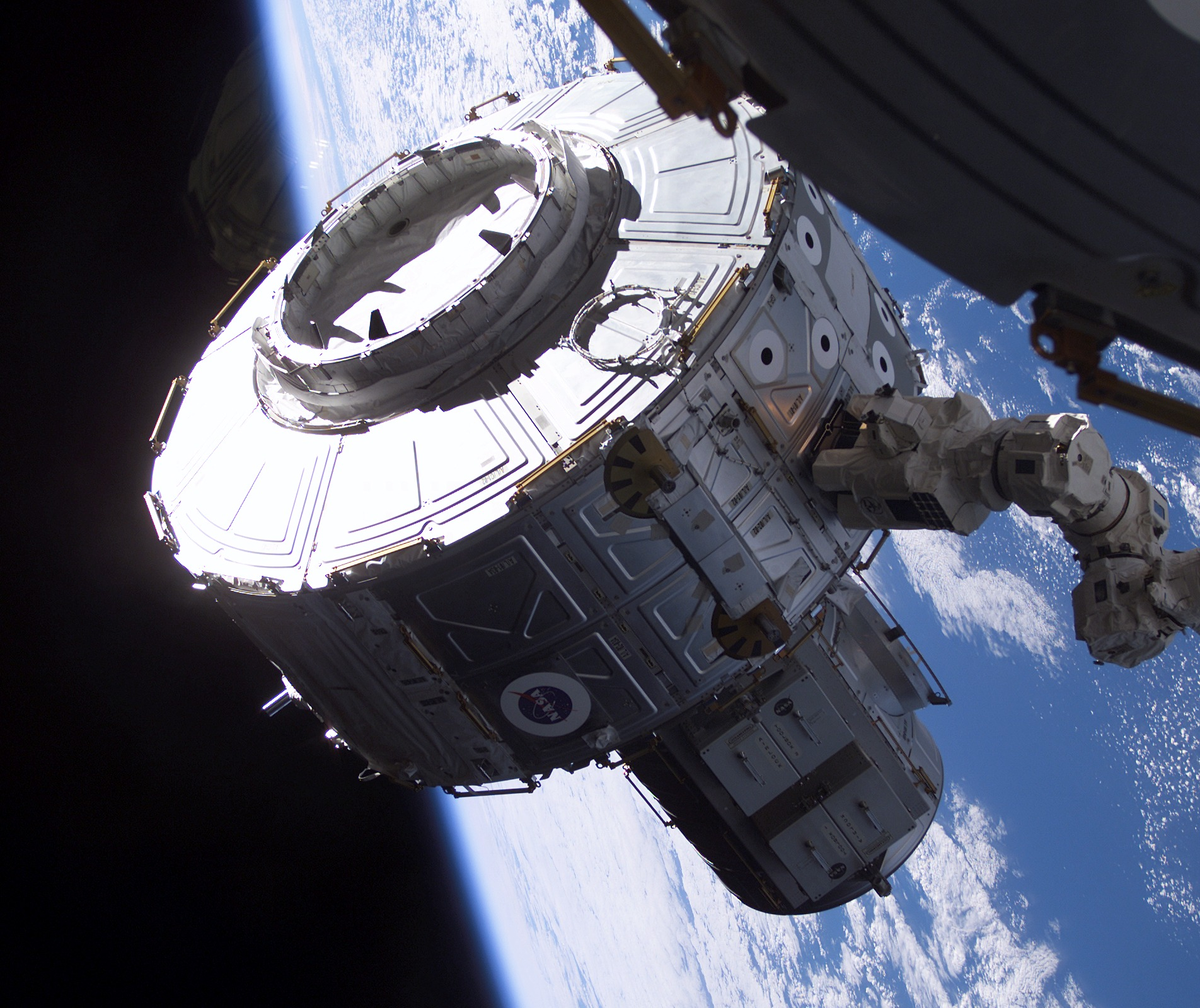
Schleusenmodul Quest

Die Installation des Moduls geschah am 15. Juli. Zunächst wurden eine Schutzkappe und mehrere Abdeckungen von den Kopplungsbolzen sowie die Stromversorgung für die interne Heizung des Schleusenmoduls entfernt. Danach wurde das Modul mit dem Manipulator der Station aus der Ladebucht gehoben und zum vorgesehenen Kopplungspunkt bugsiert. Die ausgestiegenen Raumfahrer Gernhardt und Reilly (5:59 Stunden) dienten dabei als Lotsen. Außerdem konnten sich Voss und Helms, die das Steuerpult des Manipulators im Labormodul Destiny bedienten, über Videobilder orientieren. Nach dem Ankoppeln des Moduls wurde dieses an die Stromversorgung und an den Kühlkreislauf der Station angeschlossen. Anschließend wurden mehrere Abdeckungen sowie die Halterungen für die außen anzubringenden Gastanks montiert.
Beim zweiten Außenbordeinsatz von Gernhardt und Reilly am 18. Juli (6:29 Stunden) wurden zwei Sauerstofftanks und ein Stickstofftank an der Außenseite der Crew-Sektion des Schleusenmoduls Quest angebracht. Der zweite Stickstofftank wurde am 21. Juli montiert. Dabei stiegen die beiden Astronauten (Gernhardt und Reilly, 4:02 Stunden) erstmals aus der neuen Druckschleuse der Station aus. Außerdem inspizierten sie bei diesem Außenbordeinsatz ein Drehgelenk an einem Solarzellenpaneel und ein Messgerät (Floating Potential Probe).
Nach dem Andocken des Schleusenmoduls wurde dessen korrekter Anschluss geprüft, bevor die Luke zur Station zum ersten Mal geöffnet wurde. Dabei zeigte sich, dass Kühlwasser ausgelaufen war. Mit der Abdichtung des Lecks und den notwendigen Reinigungsarbeiten war die Crew mehrere Stunden lang beschäftigt. Später wurde auch ein defektes Ventil zwischen Unity und Quest ausgewechselt. Aufgrund der Probleme wurde der Atlantis-Besuch um einen Tag verlängert und der dritte Ausstieg verschoben.
Weitere wichtige Aufgaben der Atlantis-Besatzung waren die Lieferung von Versorgungsgütern und Wasser für die Station. Außerdem wurde mit PCG-EGN (Protein Crystal Growth - Enhanced Gaseous Nitrogen Dewar) ein weiteres Experiment zur ISS gebracht. Gleichzeitig wurden drei Experimente zurück zur Erde transportiert. Dazu gehörte das defekte Gerät Commercial Generic Bioprocessing Apparatus (CGBA) und die Kristallisationsapparatur PCG-STES (Unit 9 und 10). Mit dem abgeschlossenen Biosystem AdvAsc (Advanced Astroculture) wurde ein kompletter Wachstumszyklus von der Aussaat der Samen bis zur Gewinnung neuer vollzogen.
Nach dem Abkoppeln umflog die Atlantis die Station, wobei Detailaufnahmen des Schleusenmoduls angefertigt wurden. Zu den wissenschaftlichen Routineuntersuchungen der Mission STS-104 gehörten medizinische Tests zur Reaktivierung latent im Organismus der Astronauten vorhandener Viren, zur Funktion des Immunsystems sowie zu den Auswirkungen von Schlafunterbrechungen auf Aufmerksamkeit und geistige Leistungsfähigkeit. Aufgrund des schlechten Wetters am Landeort wurde der Flug um einen weiteren Tag verlängert.